# Arriance
Arriance – miejscowość i gmina we Francji, w regionie Grand Est, w departamencie Mozela.
Według danych na rok 1990 gminę zamieszkiwały 213 osoby, a gęstość zaludnienia wynosiła 31 osób/km² (wśród 2335 gmin Lotaryngii Arriance plasuje się na 832. miejscu pod względem liczby ludności, natomiast pod względem powierzchni na miejscu 844.).